# Афганка (однострій)
«Афганка» — жаргонна назва форми одягу радянського зразку літнього та зимового зразка.
Ця уніформа мала використовуватись виключно як польова, але ще з радянських часів використовувалась також і як повсякденна. Була розроблена з метою заміни усіх варіантів польової форми в усіх кліматичних поясах СРСР.
Деякими підрозділами військовослужбовців комплект також називався: «Експерименталка», «Пісочка», «Полівка», «Варшавка».

## Історія

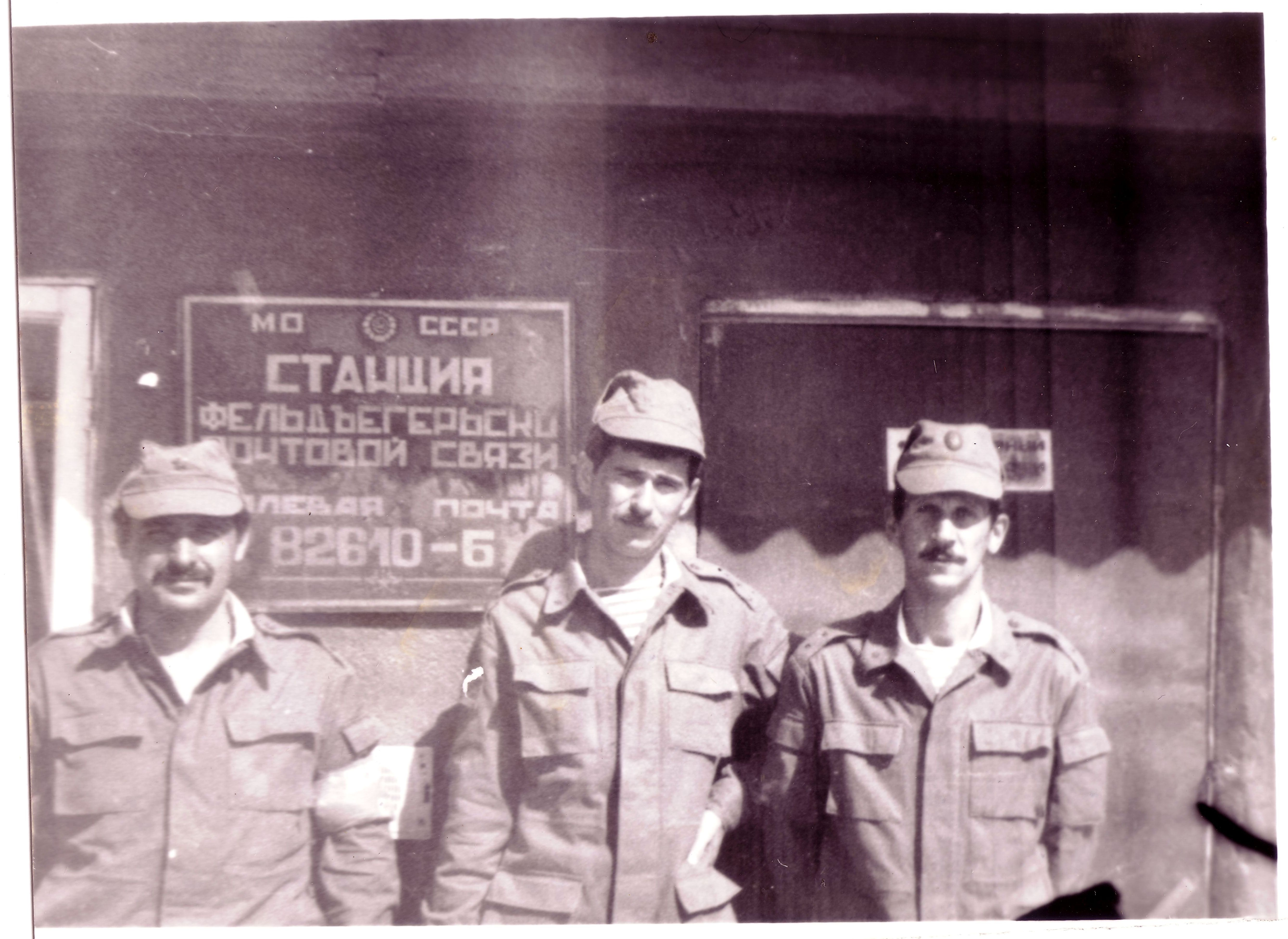
Станція фельд'єгерського зв'язку 82610, в Афганістані, аеропорт Кабула, 1987. Усі бійці на фото одягнені в «афганку»

Форма літнього зразка виготовлялась за ТУ 17-08-172-82, де останні дві цифри визначають рік реєстрації ТУ (1982). Але перші документальні фотографії та спогади військових відносяться до кінця 1983 року. Всі вони походять з 40-ї армії, яка у той час була дислокована в Демократичній Республіці Афганістан.

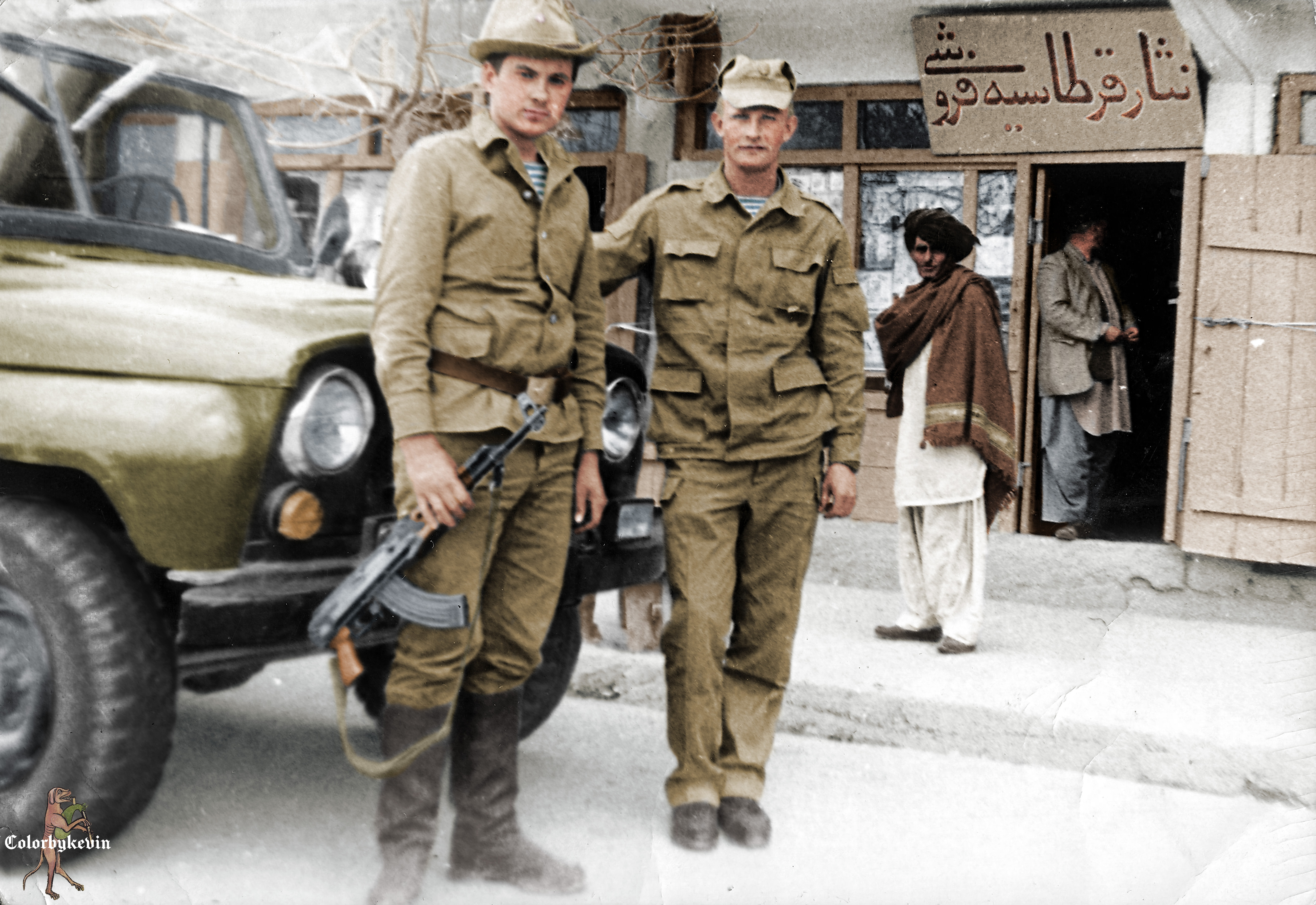
Військовослужбовці ЗС СРСР в Афганістані (Гардез, 1986): праворуч — офіцер у літньому варіанті «афганки», ліворуч — солдат у «хебе» (жаргонна назва польової форми зразка 1969 року)

Пізніше ця уніформа була поставлена до всіх військових округів, дислокованих на підконтрольній СРСР території, окрім окремих військових частин (найчастіше — Забайкальського військового округу).
Уніформа цього зразка та її незначні модифікації використовувались у арміях країн СНД досить тривалий час. Наприклад, Збройні Сили України повністю змінили як покрій, так і кольорову гаму тільки у середині 2014 року.

## Зовнішній вигляд

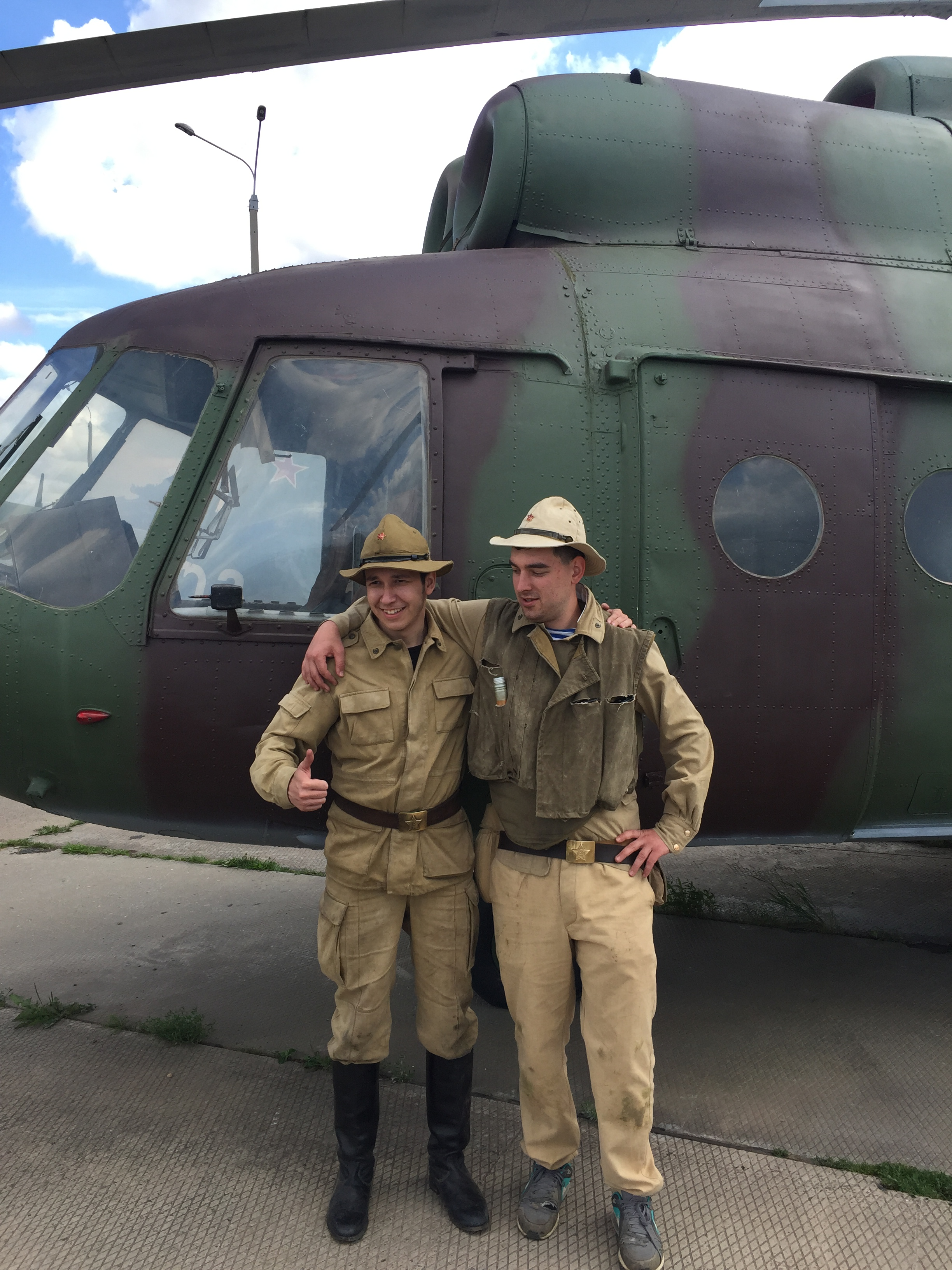
Реконструкція ЗС СРСР, ліворуч солдат в «афганці», праворуч солдат у бавовняній «афганці» для районів із спекотним кліматом.

Форма поділяється на зимовий і літній варіанти.
Літній варіант являє із себе комплект з трьох предметів:
- Штани прямого крою, заправляють в чоботи або берці. На штанах присутні 5 кишень, дві накладні (під РОП і РСП), дві врізані (для особистого майна) і одна «секретна» кишеня в який поміщається патрон-індикатор радіаційного опромінення (ІД-1 — індивідуальний дозиметр).
- Кітель з відкритим коміром має дві стяжки — знизу і на талії. Має 6 кишень, частина з яких призначена для медичного спорядження.
- Кепка-кашкет, яка замінила морально застарілу пілотку.

Зимовий варіант так само має 3 предмети:
- Штани, схожі по кроєм на літні, але зі знімною ватяною підстьобкою.
- Куртка, схожа по кроєм на літню, але зі знімною ватяною підстьобкою і коміром з цигейки.
- Шапка-вушанка, яка не змінилась з часів форми зразка 1969 року.

## Правила носіння

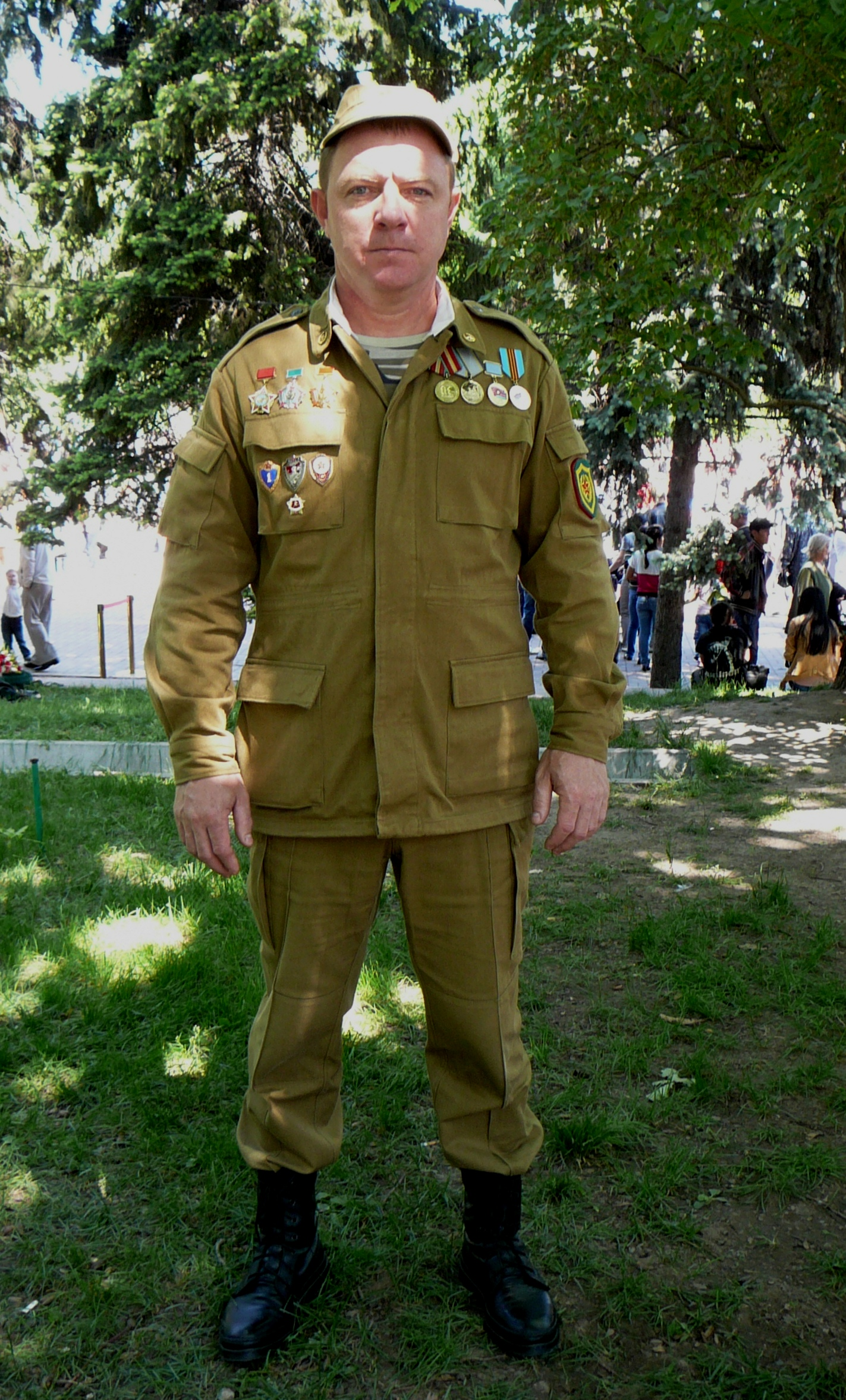
Ветеран Афганської війни в «афганці».
Порядок кріплення на кітель шеврона, емблем, державних нагород та солдатських значків відповідає правилам.
Алма-Ата. Травень 2012-го

Оскільки офіційні правила носіння «афганки» стали доступні тільки в 1988 році, правильний зовнішній вигляд солдата встановлювався безпосереднім командиром частини.
Однак основні особливості носіння перейшли з попередньої форми (зразка 1969 року).
На погонах носилися відзнаки — для офіцерів зірки захисного або золотого кольору, а для солдатів лички червоного або захисного кольору. У кутах коміра носилися емблеми роду військ.
На правій нагрудній кишені носилися значки.

На лівій нагрудній кишені носилися медалі.

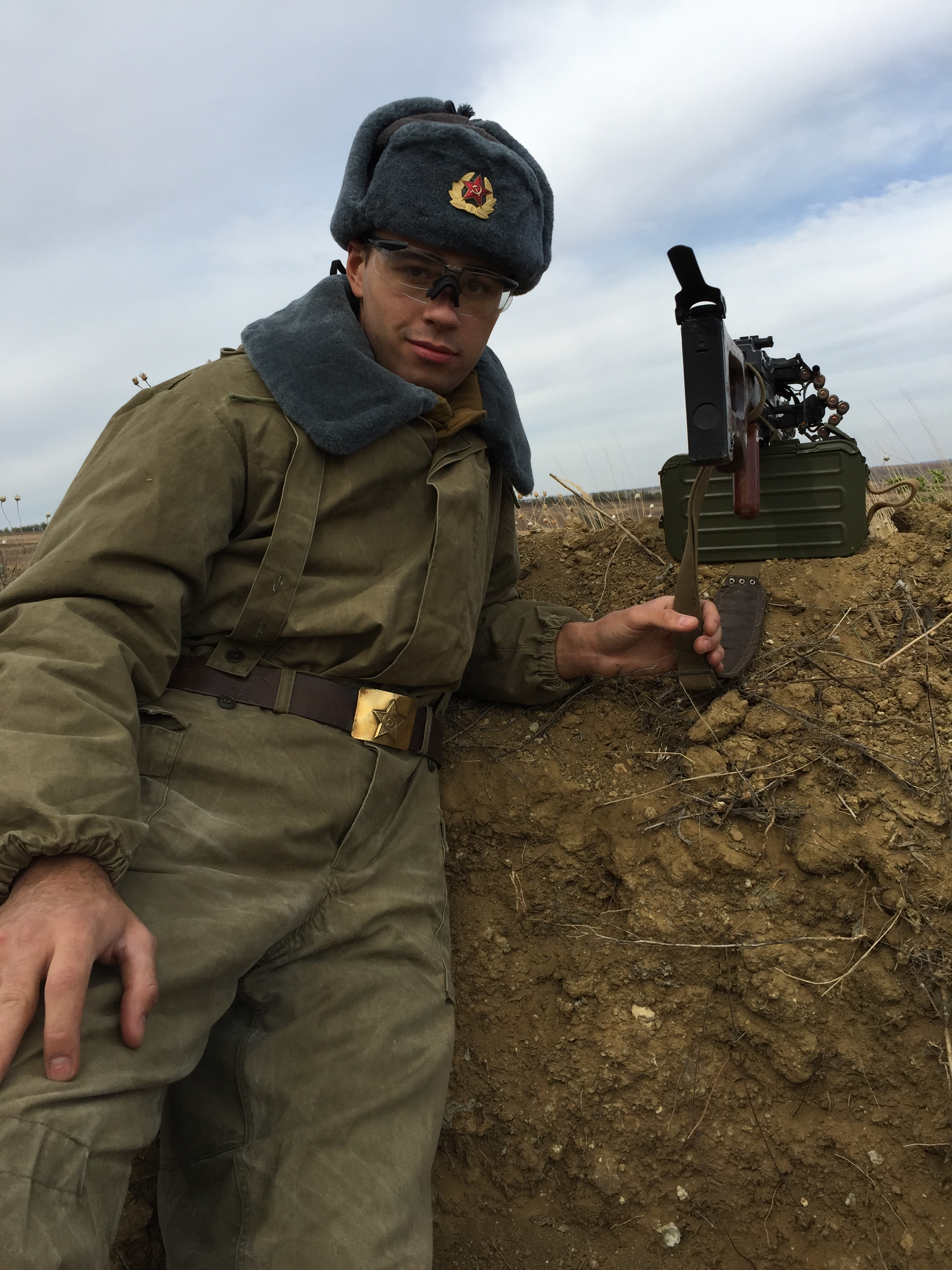
Реконструктор 103 пдд, одягнений в «Горку-1» з ватяною підстьожкою від «Афганки», реконструкція війни в Афганістані, 25 жовтня 2015.

Перший час, у військах ВДВ носили нашивку на лівій нарукавній кишені, однак це було порушенням форми одягу.
У морській піхоті нашивка на нарукавній кишені носилася в обов'язковому порядку.

## Варіанти
У СРСР форма такого варіанту випускалася в декількох варіантах:
1. Стандартний загальновійськовий комплект захисного кольору. Виготовлявся з бавовняної тканини і з тканини з додаванням лавсанової нитки.
2. Комплект для морської піхоти не відрізнявся по крою, проте виконувався в триколірному камуфляжі «Бутан».
3. Комплект для ВДВ не мав нижніх кишень на кітелі і також виконувався в триколірному камуфляжі Бутан.
4. Форма ПВ КДБ СРСР не відрізнялася від покрою загальновійськового, але була виготовлена з тканини двоколірного камуфляжу.
5. Пізній загальновійськовий комплект був пошитий з 4-ох кольорного камуфляжу «Барвиха». Масово застосовувався вже в армії РФ.